# Guajira (telenovela)
Guajira è una telenovela colombiana realizzata per RCN Televisión nel 1996. È stata scritta da Fernando Gaitán. Ha come protagonisti Guy Ecker, Sonya Smith e Rafael Novoa. La sigla è cantata da Carolina Sabino, che nella serie interpreta Úrsula Epieyú. La serie è stata trasmessa anche in Cile, Indonesia, Perù e Venezuela.
Racconta la storia di Felipe e Sonia. Sonia all'ultimo anno di scuola conosce Helmut Heidenberg, di cui si innamora; però Felipe si innamora di Sonia. Helmut e Sonia si sposano e si trasferiscono a La Guajira, di cui Helmut è affascinato. A Sonia, invece mancano i vecchi momenti con Felipe e deve decidere tra i due.